# Вигаданий усесвіт

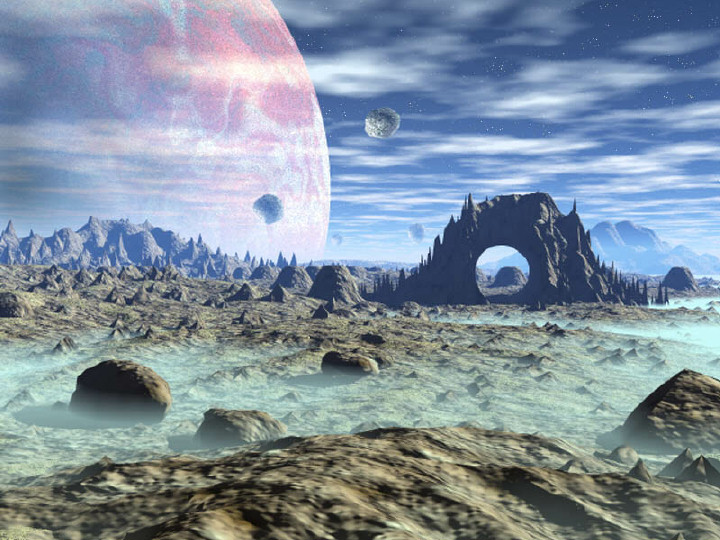

Вигаданий усесвіт (рідше авторський всесвіт; вигаданий світ) — термін, що його застосовують критики та шанувальники відносно всесвітів фантастичних творів, дія яких відбувається в світах, що відрізняються від Землі за фізичними, історичними, географічними та іншими реаліями. У ширшому сенсі термін вживається у відношенні до умов будь-якого фантастичного твору, навіть якщо його дія, згідно з сюжетом, відбувається на Землі.

## Найвідоміші вигадані всесвіти
Перелік за абеткою.

### Фантастичні
- Half-Life
- Terraria
- Minecraft
- Warhammer 40000 — серія настільних фантастичних ігор, яка створена компанією Games Workshop.
- Зоряна Брама
- Зоряні війни
- Зоряний шлях
- Вавилон 5
- Всесвіт Матриці за фільмом Матриця
- Всесвіт Гіперіона
- Дюна
- Чужий проти Хижака+

### Фентезі
- Всесвіт Warcraft — серія комп'ютерних ігор від компанії Blizzard Entertainment, відтворена на вигаданому світі фентезі.
- Середзем'я
- Кальрадія
- Хайборійська Ера[1]
- Хроніки Амбера
- Світ льоду і полум'я за циклом книг Джорджа Мартіна
- Хроніки Нарнії
- Неверленд - місце дії серії книг та ігор про відьмака Геральта із Рівії
- Всесвіт серії ігор Fear&Hunger
- Світ Берсерка
- Космер - місце дій книг Брендона Сандерсона
- Світ книг Джо Аберкромбі
- Всесвіт Dark Souls

### Альтернативна сучасність
- Command & Conquer: Red Alert
- S.T.A.L.K.E.R. (всесвіт) за однойменною грою S.T.A.L.K.E.R.
- World in Conflict
- Горець за однойменним фільмом Горець
- Цикл хронік майбутнього за Айзеком Азимовим
- Чарівний світ Гаррі Поттера
- Fallout
- Undertale
- Світ Код Гіасс за однойменим аніме
- Woolfenstein
- Deltarune

Альтернативне минуле
- Меч Арея
- Світ ігор Assasin`s creed
- Рюрик. Потерянная быль
- Фільм Скарб Нації